# Irmela Bues
Irmela Bues est une astronome et universitaire allemande qui occupe la chaire d'astronomie et d'astrophysique de l'Université Friedrich Alexander d'Erlangen-Nuremberg de 1979 à 2005.

## Carrière professionnelle
De 1960 à 1966, elle étudie la physique à l'Institut de physique expérimentale de l'Université Christian-Albrecht de Kiel. Elle y obtient son doctorat en astrophysique en 1970 avec une thèse sur les atmosphères stellaires. Elle travaille ensuite comme collaboratrice scientifique à l'Institut de physique théorique et à l'Observatoire de l'Université jusqu'en 1973, puis comme boursière de la Royal Society au Centre d'astronomie de l'Université du Sussex pendant un an et, de 1974 à 1979, comme professeure assistante d'astronomie au Ier Institut de mathématiques de l'Université libre de Berlin. En 1978, Irmela Bues y obtient son habilitation en astronomie et accepte la chaire d'astronomie et d'astrophysique à l'Observatoire Dr Remeis de l'Université Friedrich Alexander d'Erlangen-Nuremberg, en octobre 1979. Jusqu'en 2001, elle est la seule femme titulaire d'une chaire d'astronomie en Allemagne. Le 11 juillet 2005, Irmela Bues a pris sa retraite. 

## Recherches
Ses domaines de recherche sont l'astrophysique et l'astronomie stellaire, plus précisément les atmosphères des naines blanches et des étoiles  sous-naines.

## Affiliation
Irmela Bues est membre de l'Union astronomique internationale.

## Publications (extraits)
- Die Atmosphären heliumreicher Weißer Zwergsterne des Spektraltyps DB, Kiel, 1970 (Thèse de Doctorat),
- Irmela Bues et Gudrun Wolfschmidt (de), 100 Jahre Dr. Remeis – Sternwarte Bamberg. Veröffentlichungen der Dr. Remeis Festschrifft – Sternwarte Bamberg BandReihe=XIII, 134, 1989, [lire en ligne (page consultée le 04/12/2022)]
- Shipman, H. L, Barnhill, M., Roby, S., Provencal, J., Bues, I et al, Hubble Space Telescope Observations of Cool White Dwarf Stars: Detection of New Species of Heavy Elements in Astronomical Journal v.109, p. 1231, mars 1995 [lire en ligne (page consultée le 04 12 2022)]
- Borisova, A. P., Bues I. et al, Light curves of the active star CF Oct from the Bamberg Observatory Southern Sky Survey, Edited by F. Favata, G.A.J. Hussain, and B. Battrick.  ESA SP-560, European Space Agency, 2005., p. 453, mars 2005, [lire en ligne (page consultée le 04/12/2022)]